# The Joshua Tree
The Joshua Tree je v pořadí páté studiové album irské rockové skupiny U2, vydáno bylo v březnu 1987 (viz 1987 v hudbě). Je považováno za nejlepší album této skupiny vůbec.[zdroj?] V žebříčku magazínu Rolling Stone 500 nejlepších alb všech dob se umístilo na 26. pozici.
Skupina začala nahrávat v červenci 1986 v Dublinu inspirovaná americkým folklórem. Album bylo oceněno dvěma Grammy za album roku a nejlepší rockový počin roku. Autorem fotografie na obalu alba je dvorní fotograf kapely Depeche Mode Anton Corbijn. Do dnešní doby se ho prodalo přes 25 milionů kopií.

## Seznam skladeb
1. „Where the Streets Have No Name“ – 5:38
2. „I Still Haven't Found What I'm Looking For“ – 4:38
3. „With or Without You“ – 4:56
4. „Bullet the Blue Sky“ – 4:32
5. „Running to Stand Still“ – 4:18
6. „Red Hill Mining Town“ – 4:54
7. „In God's Country“ – 2:57
8. „Trip Through Your Wire“ – 3:33
9. „One Tree Hill“ – 5:23
10. „Exit“ – 4:13
11. „Mothers of the Disappeared“ – 5:12

## Obsazení
- U2
  - Bono – zpěv, harmonika
  - The Edge – kytara, klávesy, vokály
  - Adam Clayton – baskytara
  - Larry Mullen, Jr. – bicí, perkuse
- Brian Eno – klávesy, vokály
- Daniel Lanois – kytara, tamburína, vokály